# Saint-Germain-des-Prés, Maine-et-Loire

Saint-Germain-des-Prés este o comună în departamentul Maine-et-Loire, Franța. În 2009 avea o populație de 1,352 de locuitori.